# Mi Reflejo
Mi Reflejo là album phòng thu thứ hai và là album tiếng Tây Ban Nha đầu tiên của nữ ca sĩ nhạc pop người Mỹ Christina Aguilera. Album được phát hành vào ngày 12 tháng 9 tại Mỹ bởi hãng BMG U.S. Latin. Sau thành công của album đầu tay, Christina Aguilera (1999), Christina bắt đầu nghĩ tới việc thu âm album tiếp theo trong năm 2000. Album Mi Reflejo bao gồm 5 ca khúc từ album đầu tay nhưng được viết lại bằng tiếng Tây Ban Nha, 4 ca khúc mới và 2 ca khúc cover (hát lại). Các bài hát trong album được tập hợp và viết bởi nhạc sĩ kiêm nhà sản xuất Mi Reflejo Rudy Pérez.
Tại thị trường Mỹ, Mi Reflejo vươn tới vị trí quán đâu ở bảng xếp hạng (BXH) Billboard Top Latin Albums và Latin Pop Albums. Ở cả hai BXH, album Mi Reflejo đứng nhất liên tục 19 tuần. Mi Reflejo là album nhạc Pop Latin bán chạy nhất trong năm 2000 và được chứng nhận 6 lần đĩa Bạch Kim (ở mục nhạc Latin) bởi Hiệp Hội Công nghiệp Ghi Âm Hoa Kỳ (RIAA). Album cũng đạt vị trí thứ 2 ở Argentina, Uruguay và bán được khoảng 3 triệu bảng trên toàn thế giới.
Mi Reflejo nhận được những đánh giá tích cực từ giới chuyên môn và cả những lời phê bình do chất nhạc giống với album đầu tay của Christina Aguilera. Album giúp Christina nhận được một giải Latin Grammy cho giải "Album nhạc Pop xuất sắc nhất (Nữ)", cùng với một đề cử giải Grammy, 2 giải Billboard Latin Music Awards, và một đề cử giải Lo Nuestro. Album cho ra đời 3 đĩa đơn: "Ven Conmigo (Solamente Tú)", "Pero Me Acuerdo De Tí" và "Falsas Esperanzas". Để quảng bá album, Christina kéo dài tour diễn hồi năm 2001 của cô "Christina Aguilera in Concert" thêm 8 ngày nữa và biểu diễn ở lễ trao giải Grammy năm 2001.

## Hoàn cảnh ra đời và sáng tác

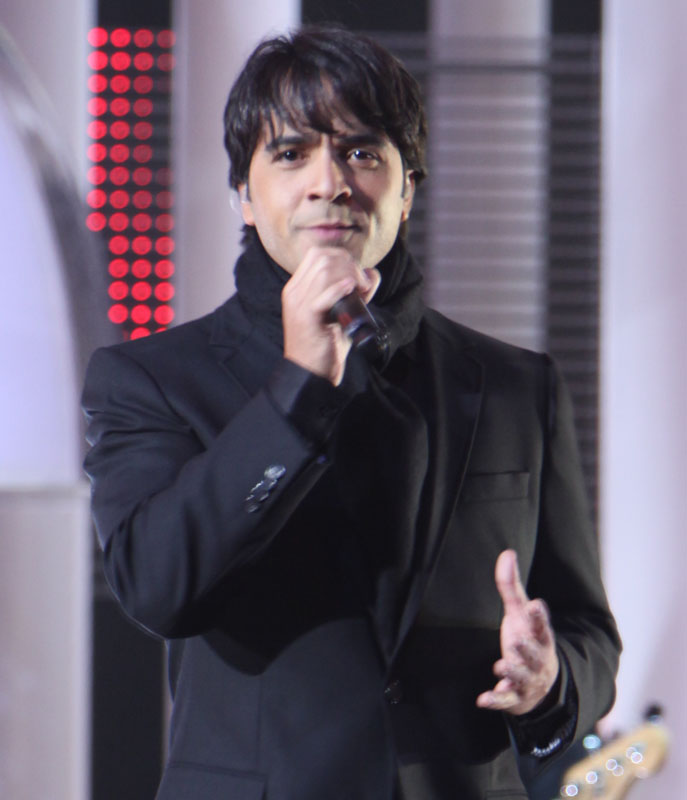
Ca sĩ Luis Fonsi (hình) hát chung với Christina Aguilera trong ca khúc "Si No Te Hubiera Conocido".

Theo lời của quản lý Steve Kurt, Christina Aguilera bày tỏ ý định muốn thu âm một album tiếng Tây Ban Nha trước khi thu âm album đầu tay Christina Aguilera. Ở khoảng thời gian đó, Christina cùng lúc vừa đi lưu diễn để quảng bá album đầu tay vừa thu âm album nhạc Giáng Sinh My Kind Of Christmas (sau đó phát hành khoảng cuối năm 2000). Mi Reflejo ban đầu được đặt tên là Latin Lover Girl nhưng sau được đổi tên là thành Mi Reflejo do lấy cảm hứng từ phiên bản tiếng Tây Ban Nha của ca khúc "Reflection" mà Christina đã thu âm cho album nhạc phim Hoa Mộc Lan.
Vào năm 1999, Christina bắt đầu thu âm tại Miami với nhà sản xuất người Mỹ gốc Cuban Rudy Pérez. Ông đồng sáng tác các ca khúc trong album gồm "Si No Te Hubiera Conocido", "Cuando No es Contigo" và "El Beso Del Final". Ông cũng sáng tác các phiên bản tiếng Tây Ban Nha của "Come On Over Baby (All I Want Is You)" (tên Tây Ban Nha: "Ven Conmigo (Solamente Tú)"), "Genie In a Bottle" (tên Tây Ban Nha: "Genio Atrapado"), "I Turn To You" (tên Tây Ban Nha: "Por Siempre Tu"), "What a Girl Wants" (tên Tây Ban Nha: "Una Mujer") và "Reflection" (tên Tây Ban Nha: "Mi Reflejo"). Christina hát lại ca khúc "Pero Me Acuerdo De Ti" cũng sáng tác bởi Rudy Pérez được hát trước đây qua giọng ca người Puerto Rico Loudres Robles trong album "Definitivamente" của cô (phát hành năm 1991). Rudy Pérez cho biết lúc thu âm album này, Christina Aguilera không hề biết một tí tiếng Tây Ban Nha nào. Ông đã giúp cô "chữa cháy" bằng cách phiên âm lời nhạc ra giấy và đưa vào một chương trình để Aguilera có thể phát âm "r's" trong các ca khúc. Mi Reflejo có một ca khúc bolero được Christina cover lại của César Portillo de la Luz mang tên "Contigo En La Distancia". Bên cạnh đó, Christina cũng có cơ hội hát chung với ca sĩ người Puerto Rico là Luis Fonsi trong bản ballad "Si No Te Hubiera Conocido". Christina bày tỏ mong muốn được song ca với Luis vì cô thấy rằng cô có thể  thấy sự liên kết với anh do cả hai "nghe chung một dòng nhạc". "Cuando No es Contigo" là một bản nhạc salsa sôi động được biên soạn vởi Sergio George. "Falsas Esperanzas" là một ca khúc sôi động khác trong album có sự góp sức của nhạc sĩ người Cuba Paquito Hechevarria đánh đàn piano.

## Nhận xét và phê bình
Ở trang Metacritic, Mi Reflejo nhận được số điểm trung bình là 56 trên thang 100 dựa trên 7 nhận xét từ các nhà phê bình chính thống. Số điểm này mang ý nghĩa "vừa có khen vừa có chê". Stephen Erlewine từ trang Allmusic miêu tả về album như là "hình ảnh trong gương" của album đầu tay của Christina Aguilera. Stephen cho rằng album "quá giống" với album đầu tay nhưng anh cũng khen ngợi rằng các ca khúc được "sản xuất tốt"; tuy nhiên, anh kết luận rằng album Mi Reflejo "chẳng đem lại gì mới cho sự nghiệp âm nhạc mới bắt đầu của Christina, chỉ là rượu cũ bình mới mà thôi". Một biên tập viên của tạp chí Billboard viết rằng "với sự chuyển tiếp sang dòng nhạc Latin này, Christina đã để dòng nhạc pop trẻ trung hiện tại chiếm thế thượng thay vì để âm sắc nhạc Latin được thể hiện." Eliseo Cardona của trang CDNow cũng vừa khen vừa chê album. Anh thích giọng hát của Christina vì nó rất "chuẩn xác, duyên dáng và cũng rất mạnh mẽ"; nhưng ngược lại anh phê bình lời dịch sang tiếng Tây Ban Nha của các ca khúc tiếng Anh nằm trong album đầu tay vì nghe "khá buồn cười và hơi chán tuy không đến nỗi quá tệ". Anh khen ngợi ca khúc "Cuando No es Contigo" vì nó giúp Christina trở thành "một ca sĩ dòng salsa hát có cảm xúc và có diễn đạt". Riêng ca khúc cover "Contigo en la Distancia" được anh cho là một điểm sáng hoàn hảo trong album.
David Browne từ báo Entertainment Weekly cho album điểm C. Anh viết lời nhận xét theo phong cách đùa cợt dựa theo quan điểm của Christina khi có ý định thu album này. Anh chế nhạo việc "Christina muốn thu một album tiếng Tây Ban Nha chỉ vì cô nàng có mang huyết thống người Ecuardo từ cha". Anh đồng thời cũng phê bình cô vì những nốt cao "không cần thiết", hát các bản ballad mà "chỉ có mấy phụ nữ lớn tuổi người Latin mới thích", và cả những tấm hình Christina chụp cho quyển sách trong album. Mike Magnuson của HOB.com gay gắt cảnh báo rằng những hình ảnh trong album mà Christina đang ráng gò bó biến mình thành một cô nàng Latin gây ảnh hưởng chẳng tốt đẹp gì cho khán giả trẻ. Tuy anh có đề cập đến việc "Christina có một giọng hát tốt" và cũng khen việc sử dụng bộ gõ và kèn nhạc Latin, nhưng anh cũng quyết đoán cho rằng "album Mi Reflejo chẳng khác nào một sản phẩm tiếp thị lửa đảo đã vượt quá giới hạn của nó". Parry Gettelman từ trang Orlando Sentinel nhận xét "Mi Reflejo thiếu chiều sâu và việc Christina Aguilera quyết định thu âm một album tiếng Tây Ban Nha có vẻ chỉ như một cố gắng hòng chinh phục một BXH mới nào đó chứ chẳng phải để thể hiện "Tôi cũng có mang dòng máu Latin".
Trang Sonicnet nhận xét thành quả sản xuất album "rất thú vị" và so sánh giọng hát của Christina với Mariah Carey, cho rằng "giọng hát của Christina gần như bảo đảm rằng "tiểu diva" sẽ nhân rộng sức hút của mình sang địa hạt nhạc Latin. Nói cách khác, Christina đang theo con đường Ricky Martin đã làm trước đây nhưng theo hướng ngược lại". Ernesto Lechner của tờ Thời Báo Los Angeles cho album Mi Reflejo 2/5 sao khi nhận định rằng giọng hát của Christina trong album Latin này là "buồn cười" so với album đầu tay. Ông phê bình bản cover "Contigo en la Distancia" nghe cứ như một "hộp mứt trái cây quá hạn bị phù hơi". Kurt B. Reighley từ Wall of Sound nhận xét album Mi Reflejo là "tuy khả năng của Christina còn giới hạn nhưng album là một cố gắng khá ấn tượng".

## Doanh thu thương mại
Mi Reflejo khởi đầu ở vị trí thứ 27 trong BXH Billboard 200 trong tuần của ngày 30/9/2000. Cùng trong thời điểm đó, album khởi điểm ở vị trí quán quân ở BXH Billboard Top Latin Albums và thay thế tiền nhiệm là album cùng tên của nhóm Son by Four. Album đứng vị trí hạng nhất liên tục 19 tuần và chỉ bị thay thế bởi album tập hợp các ca khúc hay nhất Historia de un Idolo, Vol. 1 của ca sĩ Vicente Fernández. Mi Reflejo là album nhạc Latin bán chạy thứ năm của năm 2000 và sau đó là album nhạc Latin bán chạy thứ hai của năm chỉ sau album Paulina của Paulina Rubio. Theo thống kê của Nielsen SoundScan, album tiêu thụ được 487,000 bản ở Mỹ tính đến 2014. Tương tự, album xuất phát ở vị trí quán quân ở BXH Billboard Latin Pop Albums, kế nhiệm album trước đó là Galería Caribe của Ricardo Arjona. Album đứng vị trí nhất bảng 19 tuần cho đến khi bị thay thế bởi album Abrázame Muy Fuerte của Juan Gabriel. Mi Reflejo là album nhạc pop Latin bán chạy của năm 2000. Vào 10/9/2001, album được Hiệp Hội Công nghiệp Ghi Âm Hoa Kỳ (RIAA) chứng nhận 6 lần đĩa Bạch Kim (ở địa hạt nhạc Latin) do bán được hơn 600,000 bản.
Trên thị trường quốc tế, album đạt đỉnh cao nhất ở vị trí thứ 2 trên BXH album của Argentina và được chứng nhận đĩa Bạch Kim bởi Hiệp Hội Công nghiệp Ghi Âm & Phim Ảnh của Argentina (CAPIF). Ở Thụy Sĩ, album đạt vị trí 44 và được chứng nhận đĩa Bạch Kim ở Mexico bởi Hội Công nghiệp Ghi Âm & Phim Ảnh Mexico (AMPROFON). Ở Tây Ban NHa, album vươn tới vị trí cao nhất là thứ 12 trên BXH Spanish Albums Charts và được chứng nhận Bạch Kim của quốc gia này do tiêu thụ được 100,000 bản. Tính đến năm 2007, album Mi Reflejo bán được khoảng 3 triệu bản trên toàn thế giới.

## Đĩa đơn
Đĩa đơn ra quân đầu tiên của album là ca khúc "Ven Conmigo (Solamente Tú)", phiên bản tiếng Tây Ban Nha của ca khúc "Come On Over Baby (All I Want Is You)", được phát hành vào 8/8/2000 tại các đài phát thanh Latin. Ca khúc đạt ví trí đầu bảng trên BXH Billboard Hot Latin Sóng và á quân trên BXH Billboard Latin Pop Song. Ca khúc đạt hạng 8 ở Tây Ban Nha.
Đĩa đơn thứ 2 "Pero Me Acuerdo De Ti" được phát hành vào tháng 12/2000. Ca khúc đứng vị trí thứ 8 trên BXH Hot Latin Songs và vị trí thứ 5 trên BXH Latin Pop Songs. Ở Tây Ban Nha, ca khúc đạt thứ hạng 3. Video của ca khúc được đạo diễn bởi Kevin G. Bray.
Đĩa đơn thứ 3 "Falsas Esperanzas" được phát hành vào 3/7/2001. Ở Tây Ban Nha, ca khúc đứng vị trí thứ 15. Video của ca khúc được lấy từ màn trình diễn của Christina trong DVD My Reflection, được đạo diễn bởi Lawrence Jordan. "Genio Atrapado" và "Por Siempre Tu" trước đó đã được phát hành cùng lúc với phiên bản gốc tiếng Anh. "Genio Atrapado" đạt thứ hạng 15 trên BXH Billboard Hot Latin Songs và "Por Siempre Tu" đạt vị trí thứ 6 trên BXH Hot Latin Songs và thứ 2 trên BXH Billboard Latin Pop Songs.

## Quảng bá
Xem chi tiết: Christina Aguilera: In Concert
Để quảng báo album Mi Reflejo, Christina Aguilera kéo dài chuyến lưu diễn "Christina Aguilera: In Concert" năm 2001 thêm 8 ngày nữa để đến Mexico, Puerto Rico, Venezuela, Panama và Nhật. Christina cũng biểu diễn ở lễ trao giải Grammy lần thứ 43 (2001) ca khúc "Pero Me Acuerdo De Ti" và "Falsas Esperanzas".

## Thành tích
Tại lễ trao giải Latin Grammy năm 2001, album Mi Reflejo nhận được giải "Album Nhạc Pop xuất sắc nhất (Nữ)". Ở lễ trao giải Grammy lần thứ 43 (2001), album nhận được đề cử cho giải "Album Nhạc Pop Latin xuất sắc nhất" (giải thưởng này được trao cho album "MTV Unplugged" của Shakira). Album cũng nhận được một đề cử cho giải "Album Nhạc Pop của Năm" tại lễ trao giải Lo Nuestro Awards lần thứ 13, nhưng giải này sau đó thuộc về album Paulina của Paulina Rubio. Riêng bản thân Christina lại thắng hai giải khác là "Nữ Ca Sĩ Nhạc Pop của Năm" và "Nghệ sĩ Mới của Năm". Tại lễ trao giải Billboard Latin Music Awards năm 2001, album nhận được hai giải thưởng là "Album Nhạc Pop của Năm cho Nữ Ca Sĩ" và "Album Nhạc Ppp của Năm cho Nghệ sĩ Mới". Ở lễ trao giải Blockbuster Entertainment Awards năm 2001, Christina nhận được giải "Ca Sĩ Dòng Nhạc Latin được yêu thích nhất" nhớ vào thành công của album Mi Reflejo tại Mỹ.

## Danh sách bài hát
1. "Genio Atrapado" (Genie in a Bottle) – 3:37
2. "Falsas Esperanzas" (False Hopes) – 2:57
3. "El Beso Del Final" (The Final Kiss) – 4:41
4. "Pero Me Acuerdo De Tí" (But I'm Reminded of You) – 4:26
5. "Ven Conmigo (Solamente Tú)" (Come On Over Baby (All I Want Is You)) – 3:11
6. "Si No Te Hubiera Conocido" (If I Had not Known You) – 4:50
7. "Contigo En La Distancia" (With You In The Distance) – 3:44
8. "Cuando No Es Contigo" (When I'm Not With You) – 4:10
9. "Por Siempre Tú" (I Turn To You) – 4:05
10. "Una Mujer" (What a Girl Wants) – 3:14
11. "Mi Reflejo" (Reflection) – 3:37

## Bảng xếp hạng
| Bảng xếp hạng (2000)            | Vị trí cao nhất |
| ------------------------------- | --------------- |
| U.S. Billboard 200              | 27              |
| U.S. Billboard Top Latin Albums | 1               |
| U.S. Billboard Latin Pop Albums | 1               |
| Argentina Top100 Albums         | 7               |
| Chile Album Chart               | 23              |
| Nhật Bản Album Chart            | 80              |
| Mexican Top 100 Albums          | 8               |
| Tây Ban Nha Album Chart         | 12              |
| Thụy Sĩ Top 100 Album           | 54              |
| Venezuela Album Chart           | 2               |

## Giải thưởng
| 2001 |                             |                                                                        |
| 2001 | Billboard Latin Music Award | Album nhạc Pop hay nhất năm, Nghệ sĩ nữ: 'Mi Reflejo'                  |
| 2001 | Billboard Latin Music Award | Album nhạc Pop hay nhất năm, Nghệ sĩ mới: 'Mi Reflejo'                 |
| 2001 | Blockbuster Award           | Album Latin được yêu thích của năm: 'Mi Reflejo'                       |
| 2001 | Giải Latin Grammy           | Album của nữ ca sĩ hát Pop xuất sắc nhất: 'Mi Reflejo'                 |
| 2001 | Lo Nuestro Award            | Nghệ sĩ mới xuất sắc nhất: Christina Aguilera                          |
| 2001 | Lo Nuestro Award            | Nghệ sĩ nữ xuất sắc nhất: Christina Aguilera                           |
| 2001 | World Music Award           | Nghệ sĩ nữ người Latin bán nhiều đĩa nhất thế giới: Christina Aguilera |